# 幸せのポートレート
『幸せのポートレート』（原題: The Family Stone）は、2005年製作のアメリカ映画である。トーマス・ベズーチャ監督・脚本。主演のサラ・ジェシカ・パーカーがゴールデングローブ賞 主演女優賞 (ミュージカル・コメディ部門) にノミネートされた。
恋人の実家に招待されたキャリア・ウーマンが、“開けっ広げな家族”に戸惑いながらも愛を摸索していく姿を描く。

## ストーリー
ニューヨークに暮らすメレディスは、恋人エヴェレットの招待で、クリスマスの休暇に初めて彼の実家へ赴いた。しかしキャリア・ウーマンのメレディスは、あまりに自由な彼の家族たちになかなか溶け込めないでいた。そんなメレディスを気にかけたのは、エヴェレットの弟ベンであった。

## キャスト
※括弧内は日本語吹き替え
- メレディス・モートン - サラ・ジェシカ・パーカー（日野由利加）

厳格なキャリア・ウーマン。
- シビル・ストーン - ダイアン・キートン（唐沢潤）

一家の母。明るい元気者。
- ジュリー・モートン - クレア・デインズ（本田貴子）
- エイミー・ストーン - レイチェル・マクアダムス（落合るみ）

少々、ヒステリックな性格。
- エヴェレット・ストーン - ダーモット・マローニー（咲野俊介）

メレディスの恋人。
- ケリー・ストーン - クレイグ・T・ネルソン（土師孝也）
- ベン・ストーン - ルーク・ウィルソン（坂詰貴之）
- サッド・ストーン - タイロン・ジョルダーノ
- パトリック・トーマス - ブライアン・ホワイト
- スザンナ・ストーン・トラウスデイル - エリザベス・リーサー
- ブラッド・スティーヴンソン - ポール・シュナイダー
- ジョン・トゥルースデイル - ジェイミー・ケイラー
- エリザベス・トゥルースデイル - サヴァンナ・ステーリン

## 音楽
- レット・イット・スノー（ディーン・マーティン）
- ジングルベル（ジョニー・マーサー）
- 愛に狂って（エルヴィン・ビショップ）
- ミラクルズ（ジェファーソン・スターシップ）
- カウント・オン・ミー（ジェファーソン・スターシップ）
- 愛とは強いもの（マキシン・ナイチンゲール）
- ハヴ・ユアセルフ・ア・メリー・リトル・クリスマス（ジュディ・ガーランド）

## 評価
レビュー・アグリゲーターのRotten Tomatoesでは158件のレビューで支持率は52%、平均点は5.90/10となった。Metacriticでは35件のレビューを基に加重平均値が56/100となった。